# Zete
A Zete régi magyar személynév, lehet, hogy szláv eredetű és a jelentése: vő.

## Rokon nevek
- Zétény: a Zete kicsinyítőképzős származéka.[2]

## Gyakorisága
Az 1990-es években a Zete és a Zétény szórványos név, a 2000-es években a Zete nem szerepel a 100 leggyakoribb férfinév között, de a Zétény 2004 óta az 55-76. leggyakoribb férfinév.

## Névnapok
Zete
- december 23.

Zétény
- február 22.
- december 23.

## Híres Zeték, Zétények
- Dombi Zétény válogatott atléta